# پیر ویدال
پیر ویدال (انگلیسی: Peire Vidal; ۱ ژانویهٔ ۱۱۴۰ – ۱ ژانویهٔ ۱۲۰۵) تروبادور، شاعر، و آهنگساز قرن ۱۳ میلادی و اهل فرانسه که از وی ۵ آهنگ باقی مانده‌است.